# 双桂街道
双桂街道，是中华人民共和国重庆市梁平区下辖的一个乡镇级行政单位。

## 行政区划
双桂街道下辖以下地区：
大河坝社区、镇龙村、张桥村、皂角村、松竹村、兴隆村、太和村、安宁村、响水村、牛头村、千明村、黄泥村、凉水村、安复村和梁盐村。